# Hypocamptus ruffoi
Hypocamptus ruffoi is een eenoogkreeftjessoort uit de familie van de Canthocamptidae. De wetenschappelijke naam van de soort is voor het eerst geldig gepubliceerd in 2004 door Cottarelli, Berera & Maiolini.